# Església arxiprestal de Santa Maria d'Alcoi
L'Església arxiprestal de Santa Maria d'Alcoi es començà a construir segle xviii a la part alta d'Alcoi, davant del convent de Sant Agustí (Segle XIII).
A partir de l'any 1256, data fundacional de la ciutat d'Alcoi, la vila anà creixent darrere el seu recinte emmurallat. El que no era més que unes  alqueries disseminades, va passar a convertir-se en un nucli murallat dominat per un castell situat en la zona de l'actual plaça d'Espanya i plaça de Dins.
En aquest context, en la zona dels carrers  Verge Maria i Sant Miquel es va construir el primitiu temple de  Santa Maria (hui en dia conegut com a antic edifici de l'hospital), que en la seua història ha albergat una caserna de la guàrdia civil, l'escola d'arts i oficis, entre altres i futura seu del palau de justícia que conserva restes romàniques considerades d'entre les més meridionals de la península Ibèrica.
En les primeres dècades del segle xviii es decidix dotar a Alcoi d'un temple de major capacitat i magnificència, i es decidix el seu trasllat a la zona més alta confrontant amb el convent castell de Sant Agustí (Segle XIV).
El temple va conèixer la seua època de major esplendor a finals del segle xix, gràcies a la gran activitat artística en la ciutat a causa del mecenatge dels grans empresaris locals de la llana, paper o siderúrgia entre altres que col·loquen a Alcoi com a primera ciutat industrial del País Valencià i puntera a nivell estatal. Va conèixer l'ampliació de la ciutat quedant d'esquena al nou nucli principal d'aquesta.
Començada la guerra civil, patix actes vandàlics i el temple passa a ser de propietat municipal, inexplicablement, es decidix la seua demolició.
En finalitzar la guerra per a escarni dels perdedors i mostra del suport mutu de l'església i els sublevats, en plena època de carestia i de postguerra, es decidix alçar un nou temple a semblança de l'anterior. Paradoxalment la seua construcció junt amb la del temple de Sant Maure (també de grans dimensions) va ser font de riquesa i de revitalització per a part de l'economia local.
El seu campanar, junt amb el pont de Sant Jordi, és l'edifici més simbòlic de la ciutat i ha donat nom a una pastisseria (amb les seues pelaïlles), una farmàcia, una cafeteria, entre d'altres, i inclús a una marca d'olives farcides d'una empresa no local.

## Emplaçament

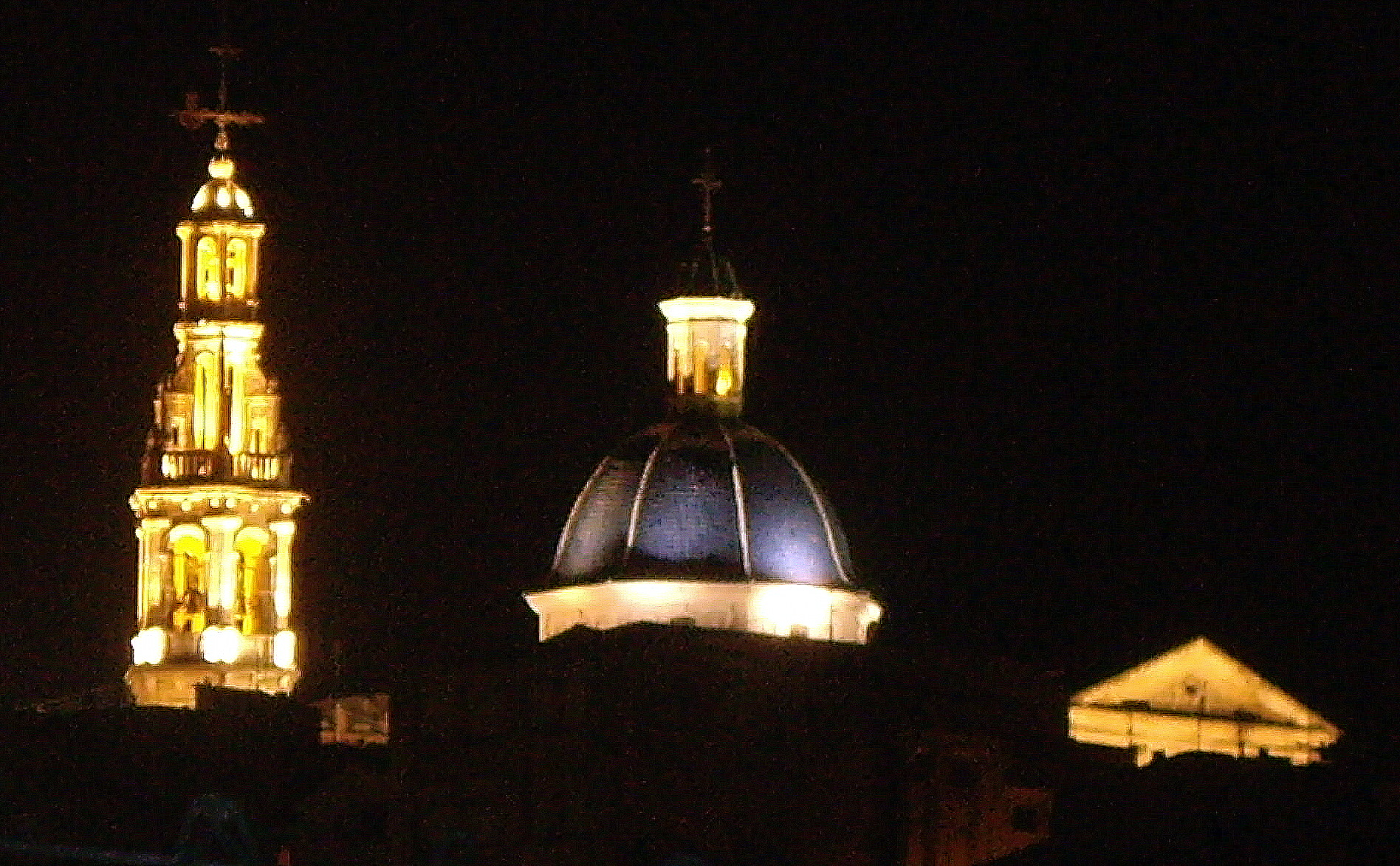
Santa Maria de nit

Està situat en el que va ser la part alta de l'Alcoi antic. A causa dels eixamples de la població ha quedat d'esquena a l'actual centre d'Alcoi donant la seua façana principal a l'Alcoi antic (Placeta del fossar) mentre la façana posterior dona a la Plaça d'Espanya.

## Els inicis i començament de les obres[4]
El dia 19 de març de 1723 es va acordar la seua construcció en reunió presidida pel Sr. Capellà el senyor Pere Roca davall la invocació de la Nativitat de la  Mare de Déu.
El 13 de juny de 1724 s'establix el compromís amb el mestre d'obres Josep Vilar, de València, obligant-li a alçar la parròquia i campanar d'acord amb el plànol de l'arquitecte Manuel Blasco, sent el seu cost vint mil lliures, corrent els materials a càrrec del mestre d'obres i el seu trasllat a peu d'obra i preparació del solar a càrrec dels electes (persones que havien d'intervindre directament en la realització de l'obra), tot açò establit per mitjà d'acta certificada per l'escrivà públic Vicent Pellicer'.
El dia 27 de maig de 1725 es col·loca la primera pedra. Esta és de jade amb l'Escut Reial i el de la Vila, el Nom de  Maria, el Copó amb tres formes i els quatre patrons de la Vila.
Després de la mort de Josep Vilar en 1750 les obres es van veure paralitzades fins que passen a les mans del mestre Vicent Vilar. En 1759 es va començar a cobrir la volta de la nau central.
En 1764 es col·loquen els penells de la cúpula i del campanar. Eixe mateix any es compren a València 9000 teules envernissades per a la cúpula.
En 1765 es construïxen les 10 cúpules de les capelles laterals i des de Saragossa es porta l'alabastre per a les finestres i llanternons.

## Les primeres decoracions[4]
Les escultures de pedra de la façana principal eren de Tomàs Llorens, fill de l'arquitecte del mateix nom. De Vicent Leal, fuster, les portes exteriors i de Joaquim Verdú, tallista, l'adorn i relleu del temple.
Es donava fi a l'obra de l'edifici i decorat de la cúpula en 1767. En la cúpula figuraven les imatges del Jesuset del Miracle, Sant Jordi, Sant Maure i Sant Roc, Sant Gregori, Sant Sebastià, Sant Antoni Abat i  Sant Cristòfol en els medallons, en les  petxines els quatre Evangelistes tot això pintat pel pintor alcoià Joaquim Pérez (Juan Pérez en la guia d'Alcoi de Remigio Vicedo). Al juny de 1768 es traslladen les campanes de l'antiga església. El 22 de setembre de 1768 el temple va ser solemnement beneït.

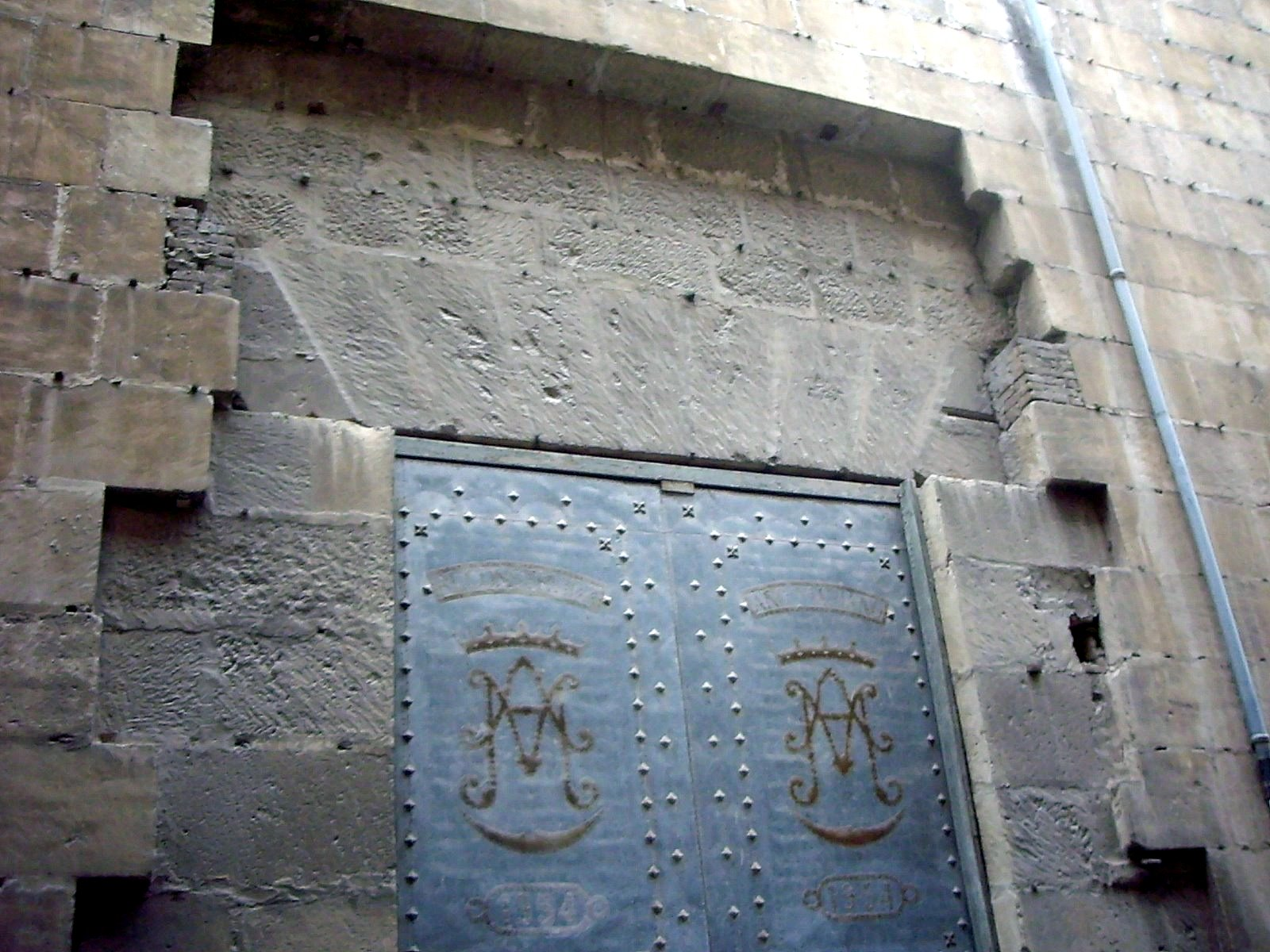
Espai reservat per a decoració d'una de les portes laterals

En 1769 es construïx l'altar de Sant Miquel, reformat en 1779 i en 1812. Es construïx un altar en la capella de la Comunió a càrrec de la confraria de la Mare de Déu del Rosari. En 1772 es realitza un retaule per al Natzaré, en 1774 el retaule de Sant Francesc de Sales i Sant Simó (més tard Sant Jordi i Sant Francesc de Sales). En 1778 s'acaba l'altar de Sant Judes Tadeu, es realitza l'altar de la Mare de Déu del Pilar i la confraria de la Mare de Déu del Sufragi i Beneïdes Ànimes del Purgatori acaba una capella.
Van transcórrer 31 anys per a poder realitzar les obres de l'altar major i l'orgue davant de la falta de fons i diverses peticions al Fiscal del Consell de Castella per a poder realitzar col·lectes per a sufragar els costos, ja que estes estaven prohibides. El Consell de Castella era la columna vertebral i principal centre de poder de l'estructura de govern de la Monarquia Hispànica durant l'Edat Moderna (segles XVI al XVIII), que es definix com polisinodal, és a dir, amb multiplicitat de Consells. En els primers anys es va improvisar un retaule amb uns llenços pintats i el culte era acompanyat per un orgue portàtil.
El 3 d'octubre de 1803 es va posar la primera pedra del tabernacle, sent finalitzat a finals de l'any 1812 junt amb les pintures del presbiteri en plena ocupació francesa. L'arquitecte va ser En Joan Carbonell; la part de talla va estar a càrrec de Josep i Francesc Pérez encarregant-se Joaquim Oliet dels llenços murals i els frescos de la volta i de la testera, les estàtues les va realitzar Robert Albors; tallista, Ignasi Castell; Miquel Nebot, marbrista i Pascual Gisbert, fuster.

## Incendi i primera reconstrucció[4]
La nit del 22 d'agost de 1880, l'altar de Sant Judes Tadeu va patir un incendi que el va carbonitzar completament, i va destruir completament el decorat del temple i ennegrir gran part dels murs. Fins a l'any 1887 (any en què comencen a desprendre's els adorns de la cúpula) no s'inicien les obres de restauració a causa del còlera i la crisi econòmica. A l'agost de 1887 Francesc Laporta Valor inicia a l'oli "l'apoteosi de la  Santíssima Mare de Déu" que va concloure en 1890 i va perdurar fins a 1937 en la cúpula de l'església.
En 1898 es decidix que la resta de la restauració siga realitzat per En Joaquín Arnau, Acadèmic de la de Belles Arts de València. El projecte planteja fer del temple un exemple arquitectònic, de l'ordre compost i estil neorenaixentista. S'eliminen tots els elements xoriguerescos es canvia l'estructura dels pedestals i s'estrien les pilastres. L'estuc emprat utilitzava una combinació de blanc, rosa i blau. S'inicien els treballs el 18 de juny de 1899 per la part del creuer de l'Evangeli que finalitzen el 30 de setembre de 1900. En Arturo Mélida y Alinari va pintar set  frescos sobre assumptes religiosos alcoians i els misteris i símbols de la Santíssima Mare de Déu titular del temple. En un mur lateral "Sant Jordi presentat a Dioclecià" per a ser sentenciat a mort i en l'altre "Sant Jordi sobre els murs d'Alcoi". Els quadros dels dos carcanyols que van quedar junt al finestral, "Judit vencent a Holofernes" i "Ester davant del rei Assuer"
En la nau central el mateix 1900 s'acaben tres frescos un del Jesuset del Miracle, Sant Jordi en les dues llunetes, i en el centre "Jesús amb els Doctors de la llei".
A l'octubre de 1900 es va iniciar la restauració del creuer de l'Epístola que va concloure en els inicis de 1902. En els murs laterals "la Troballa del Santíssim Sagrament" i "l'aparició de la Mare de Déu en els lliris del Carrascar". L'en aquell moment Beat Joan de Ribera i Sant Lluís Beltran en les llunetes, en els carcanyols, "Dèbora i Jael" i en el centre de la volta "les noces de Canà".
A finals de 1902 s'acaba la part central del creuer, en les petxines són repintades al fresc les pintures dels quatre evangelistes conservant el disseny original de Joan Pérez. Al cap de poc mor Arturo Mélida. La continuació de les obres és encarregada a Francisco Laporta Valor que va pintar en els carcanyols del mur testera del presbiteri a "Abigail davant del rei David" i a "Rut en el camp de Booz".
El 1904 s'acaben els treballs de pintura, daurat i estucat dels tres trams que quedaven de la nau central. En el quadre del centre del segon tram "El naixement del Jesuset", en les llunetes "Sant Maure màrtir" i "Sant Gregori d'Òstia". En el tercer tram, l'Anunciació. Sant Roc i Sant Sebastià en les llunetes. En el quart tram al centre un oli de Ferran Cabrera representant la Sagrada Família i en les llunetes Sant Cristòfol i Sant Antoni Abat. En la sostrada del cor de l'orgue Francesc Laporta va pintar gratis tres frescos, al centre una al·legoria de l'eucaristia, a un costat "Moisès rebent les taules de la llei" i a l'altre la visió apocalíptica dels "24 ancians adorant el corder".
Simultàniament es traslladà l'orgue quedant així expedites les naus laterals, (se sobreentén que l'orgue es trobava a un costat del creuer i va ser pujat al cor) es van col·locar vidrieres en la nau central amb figures de la Mare de Déu, en el creuer amb els Àngels Tutelars d'Alcoi i del regne de València, i en el presbiteri les imatges dels Sagrats Cors i es recompon la teulada de la cúpula i es col·loca el parallamps.
En 1912 es restaura el templet. També es decoren amb marbre i bronze els pilastres amb aportacions particulars d'alcoians de classe benestant. En 1915 s'inicien els obres de la façana de la plaça de la Constitució (Espanya). En 1916 es trasllada el rellotge al campanar. En 1921 es restaura la capella de la Comissió. En 1924 s'inicia la construcció d'una torre paral·lela al campanar. En 1925 s'inicien novament obres en la façana posterior.

## La Guerra Civil

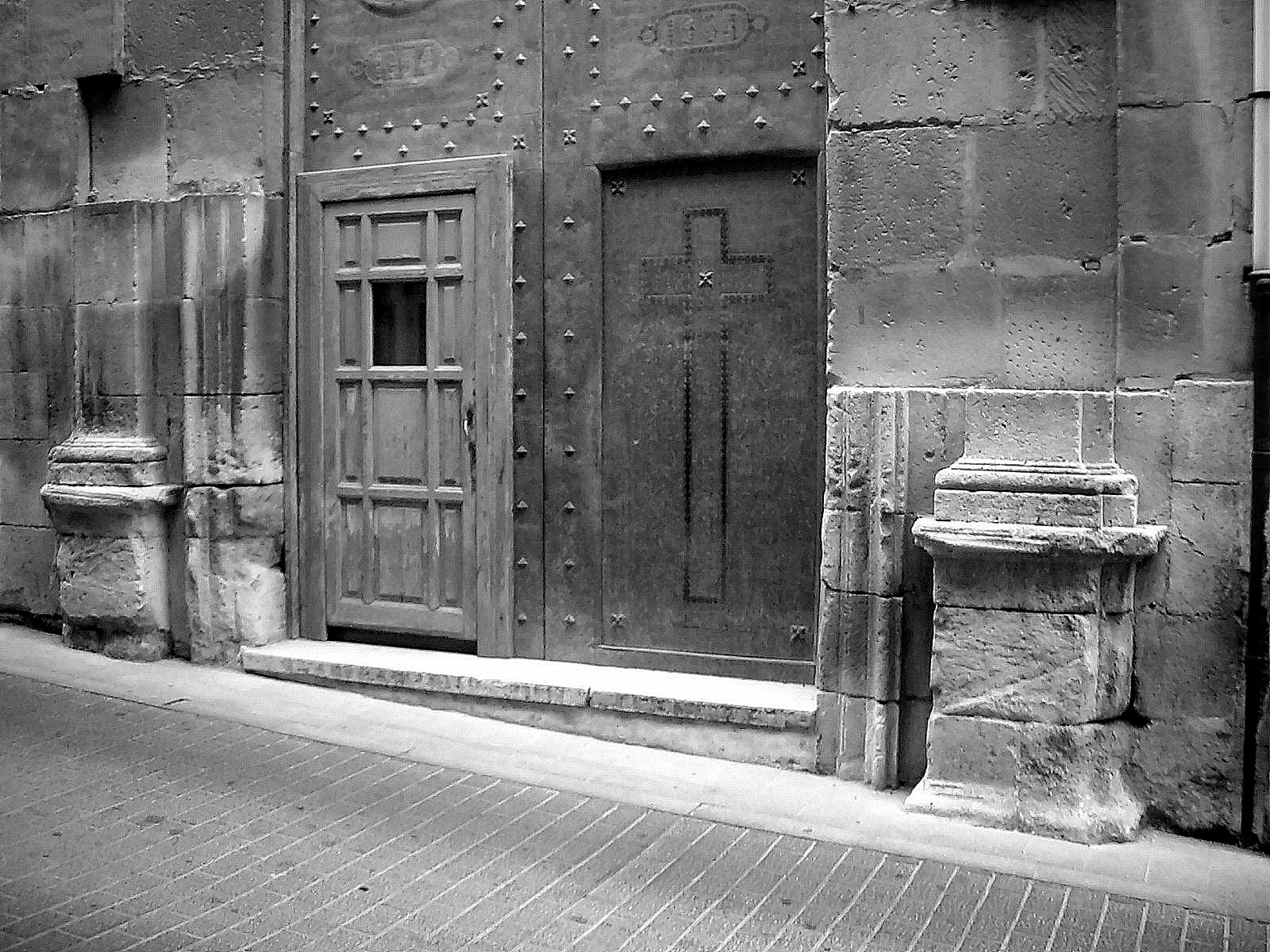
Ací es pot veure la línia que separa els fonaments de l'església antiga amb la nova

A principis de la contesa civil el temple patix un incendi en el que es perd gran part de l'arxiu parroquial, retaules, l'orgue, etc. a més de passar el temple a formar part del patrimoni de l'ajuntament d'Alcoi. Durant l'any 1936 el Comité Revolucionari acorda la demolició del temple parroquial de Santa Maria duta a terme en 1937 perdent-se quasi tot el patrimoni pictòric dels seus murs. El 4 de maig s'inaugura el nou rellotge de la Casa Consistorial que antigament estava ubicat en el campanar de Santa Maria. Els carreus del temple són utilitzats per a la construcció de la piscina municipal d'Alcoi.

## Segona reconstrucció i estat actual

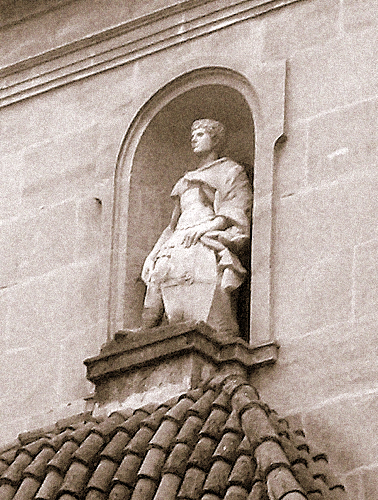
Sant Jordi de Peresejo. Façana principal de Santa Maria d'Alcoi.

Tot just acabar la guerra civil el nou ajuntament franquista així com el bisbat de València decidixen, construir un temple exactament igual a l'assolat durant la contesa.
La reconstrucció, iniciada el 1942, anirà a càrrec de l'arquitecte municipal d'Alcoi, Roque Monllor Boronat amb la col·laboració inicial de dos arquitectes alcoians més, Vicente Valls Gadea i Pablo Soler Lluch, que només van intervenir en el disseny inicial del projecte.
El 3 d'abril de 1940 es col·loca la primera pedra de la nova parròquia de Santa Maria.
El 19 de maig de 1955 es beneïx el reconstruït temple de Santa Maria sobre el solar en què s'alçava l'antic temple del segle xviii imitant la seua fisonomia original i usant les restes de planta de l'anterior.
En l'actualitat es poden admirar pintures murals de Ramón Castañer en el sostre del presbiteri, un Sant Jordi de Peresejo a la façana principal així com una vidriera representant a Sant Jordi dissenyada per l'artista local Rafael Guarinos.
A la Capella de la Comunió es conserven una taula gòtica amb la iconografia de la Mare de Déu de Gràcia, atribuïda a Jacomart i unes tres altres taules que representen misteris del Rosari, de Cristòfol Llorens.

### Les noves campanes
El 29 de març de 1955 el bisbe auxiliar de València Jacinto Argaya va beneir les noves campanes que substituïen a les foses al juny de 1937. S'utilitzen dues campanes antigues i es fos un nou joc de campanes a València de cinc campanes, dues d'elles recompostes en l'actualitat:
Cupulí del campanar
- De quarts: any 1861, diàmetre 91 cm, 436 kg.
- D'hores: any 1861, diàmetre 120 cm, 1001 kg.

Sala de Campanes
- Campana Major:  Santa Maria, fonedor Salvador Manclús (València), any 1954, diàmetre 147 cm, 1839 kg.
- Segona: Crist Rei i La Mare de Déu del Pilar, fonedor Roses (Atzeneta d'Albaida), any 1961, diàmetre 118 cm, 951 kg.
- Tercera: Sant Josep fonedor Roses, any 1972, diàmetre 111 cm, 792 kg.
- Quarta: Sant Jordi Màrtir, fonedor Salvador Manclús (València), any 1954, diàmetre 105 cm, 670 kg.
- Quinta:  Sant Maur, fonedor Salvador Manclús (València), any 1954, diàmetre 93 cm, 466 kg.
- Sexta:  Maria Xicoteta, fonedor Salvador Manclús (València), any 1954, diàmetre 80 cm, 296 kg.[23]

Aquestes dates diferixen prou de les donades per José M. Santacreu Soler en l'article Introducción a la historia de las campanas de l'actual parroquia de Santa María en la Revista de Festes de l'Associació de Sant Jordi de 1983

### Les pintures murals de Ramón Castañer[25]
L'any 1956 l'arquitecte En Roque Monllor proposa a Ramón Castañer la restauració de dos quadres del pintor Oliet provinents de l'anterior temple així com la pintura mural i l'ornamentació del presbiteri.
La representació consta de tres panys i quatre llunetes laterals en l'absis i un gran rectangle en el centre. En el frontal el naixement de la Mare de Déu amb dos àngels turiferaris. A continuació, seguint els buits, la Presentació, l'Anunciació, la Visitació, el naixement de Jesús i en el sostre l'Assumpció de la Mare de Déu de 9 x 6 metres. D'acord amb la Tradició i teologia de l'Església Catòlica, el cos i ànima de la Mare de Déu van anar portats al cel després d'acabar els seus dies en la terra. Este trasllat és anomenat Assumptio Beatæ Mariæ Virginis (Assumpció de la Benaventurada Mare de Déu) pels catòlics romans, la doctrina del qual va ser definida com a dogma pel Papa Pius XII l'1 de novembre de 1950. L'Església Catòlica ha celebrat esta festa en honor de la Mare de Déu, en Orient des del segle vi i a Roma des del segle VII celebrant-se el 15 d'agost.
En el tema de l'Assumpció, apareixen en el cel gran quantitat d'àngels, rossos, morenos, negres que representen la universalitat de l'Església. La Mare de Déu alça els braços per a rebre l'Esperit Sant. En el centre Pius XII promulgant el dogma de l'Assumpció junt amb el col·legi cardenalici en una gran balustrada en perspectiva aèria, davall el dosser petri d'un arc amb l'escut papal. En un lateral el retrat del capellà de la parròquia D. Manuel Llopis i l'acòlit. Completen eixe lateral els retrats de Ramón Castañer i Pepa Botella; Tono Aracil i Julia Juan; Salvador Pastor i Amalia Morant; Antonio Revert i Lolín Romà; Manuel Castañer i Marina Segura (pares del pintor) així com Rafael Botella i Concepció Seguí (pares de Pepa). En el lateral esquerre les monges de Sant Vicent de Paül, les Carmelites i els  Franciscans, els col·legis religiosos d'Alcoi.
En el panell de la Nativitat de la Mare de Déu, amb contorns quasi geomètrics i formes quasi cubistes el cos de Santa Anna en el llit i Sant Joaquim en peus formen el conjunt espacial. Componen l'escena el rectangle del llit i els plecs durs d'una cortina sobre la qual descansen uns coloms. En primer terme les comares, la Mare de Déu diminuta i la "xiqueta que mira" molt present en moltes obres de Castañer, com un índex que assenyala a l'espectador que se salva de la rigidesa de l'obra. En el mur dos àngels. Un d'esquena amb un encenser i un gràfic que resa "Sic amica mea inter filias", l'altre de peu, cap de perfil i una taula on es llig "Sicut lilium inter spinas".
En les llunetes laterals. El primer per l'esquerra, la Mare de Déu xicoteta i els seus pares darrere; un arc que simbolitza el temple i uns ciprers al fons. Tons suaus, violetes, roses, blaus que contrasten amb el vestit blanc de la Mare de Déu. En la part superior uns àngels juguen amb les seues formes, amb plans, espais, plecs de les seues robes i triangles de les seues ales.
El segon exterior, representa l'Anunciació, de tipus vitrall. Una conjugació de blaus en totes les seues gammes de plans i clarobscurs.
A l'esquerra, La Visitació en tons calents, ocres, vermellons i carmins.  Santa Isabel en la part alta d'una escala i La Mare de Déu ascendint. Rematen l'escena uns àngels trapezoïdals.
En l'última lluneta, el naixement del Natzaret. Tons foscos, llums molt tènues i àngels músics.
Prompte van aparéixer els detractors dels murals contra la pintura colorista de Ramón. - Las pinturas en las iglesias, tiene que ser oscuras y sin color - deien.